# Erika Eleniak
Erika Maya Eleniak (Glendale (Californië), 29 september 1969) is een Amerikaanse Playboy-Playmate en actrice.
Haar eerste rol had ze in de film E.T. the Extra-Terrestrial (1982) - als het meisje dat gekust wordt door Elliott. Ze speelde Shauni McClain in de televieserie Baywatch van 1989 tot 1992 en was met Steven Seagal te zien in de film Under Siege (1992).
Eleniak kreeg in januari 2006 een dochter. Na haar zwangerschap deed ze mee met Celebrity Fitclub 4, de Amerikaanse versie van Afvallen met sterren.